# Nezaokrožen zaprt prednji samoglasnik
Zaprti sprednji nezaokrožen samoglasnik je vrsta samoglasniškega glasu, ki se pojavlja v večini govorečih jezikov, v mednarodni fonetični abecedi je predstavljen s simbolom i. Glas se pogosto pojavlja tudi v slovenščini, v besedah, kot so riba, izbrati ali naročiti. Glas se lahko sliši tudi v veliko drugih jezikih, na primer v francoski besedi chic. Glas je ima številko 301, torej je eden izmed najbolj pogostih samoglasnikov. Glas i velikokrat ni čist in se ga lahko hitro zamenja z glasom po imenu palatal approximant, [j]. Glas ima več različic, najbolj pogoste sta i (kratki), ali iː (dolgi), obstajajo pa tudi i̯ ali ĩ. Čeprav je glas zelo pogost, pa ga ne smemo pripisati vsakemu zapisu črke i, npr. v angleški besedi thing se i izgovori [ɪ], se pa lahko pojavi če črke i v besedi sploh ni zapisane, na primer kot v angleški besedi beet, kjer 'ee' predstavlja [iː].

## Pojavljanje
| Jezik         | Jezik               | Beseda        | IPA         | Pomen               |
| ------------- | ------------------- | ------------- | ----------- | ------------------- |
| afrikanščina  | afrikanščina        | dief          | [dif]       | 'tat'               |
| angleščina    | vsa narečja         | free          | [fɹiː]      | 'prost'             |
| angleščina    | avstralska          | bit           | [bit]       | 'malo'              |
| arabščina     | arabščina           | دين‎           | [d̪iːn]      | 'religija'          |
| češčina       | češčina             | bílý          | [ˈbiːliː]   | 'bel'               |
| francoščina   | francoščina         | fini          | [fini]      | 'končan'            |
| grščina       | grščina             | κήπος / kípos | [ˈc̠ipo̞s̠]    | 'vrt'               |
| italijanščina | italijanščina       | bile          | [ˈbiːle̞]    | 'bes'               |
| japonščina    | japonščina          | 銀/gin        | [ɡʲiɴ]      | 'srebro'            |
| joruba        | joruba              | síbí          | [síbí]      | 'žlica'             |
| kitajščina    | mandarinščina       | 七 / qī       | [tɕʰi˥]     | 'sedem'             |
| korejščina    | korejščina          | 아이 / ai     | [ɐi]        | 'otrok'             |
| kurdijščina   | kurmanji (severna)  | şîr           | [ʃiːɾ]      | 'mleko'             |
| kurdijščina   | sorani (osrednja)   | شیر           | [ʃiːɾ]      | 'mleko'             |
| kurdijščina   | palewani (južna)    | شیر           | [ʃiːɾ]      | 'mleko'             |
| madžarščina   | madžarščina         | ív            | [iːv]       | 'obok'              |
| nemščina      | nemščina            | Ziel          | [t͡siːl]     | 'gol'               |
| nizozemščina  | nizozemščina        | biet          | [bit]       | 'pesa'              |
| poljščina     | poljščina           | miś           | [ˈmʲiɕ]     | 'plišasti medvedek' |
| portugalščina | portugalščina       | fino          | [ˈfinu]     | 'tanek'             |
| romunščina    | romunščina          | insulă        | [ˈin̪s̪ulə]   | 'otok'              |
| ruščina       | ruščina             | лист          | [lʲis̪t̪]     | 'list'              |
| srbohrvaščina | srbohrvaščina       | vile          | [ʋîle̞]      | 'vile'              |
| španščina     | španščina           | tipo          | [ˈt̪ipo̞]     | 'tip'               |
| soto          | soto                | ho bitsa      | [huˌbit͡sʼɑ̈] | 'klicati'           |
| švedščina     | standardna osrednja | bli           | [bliː]      | 'ostati'            |
| tajščina      | tajščina            | กริช           | [krìt]      | 'bodalo'            |
| turščina      | turščina            | ip            | [ip]        | 'vrv'               |
| ukrajinščina  | ukrajinščina        | місто         | ['misto]    | 'mesto'             |